# Saxegården

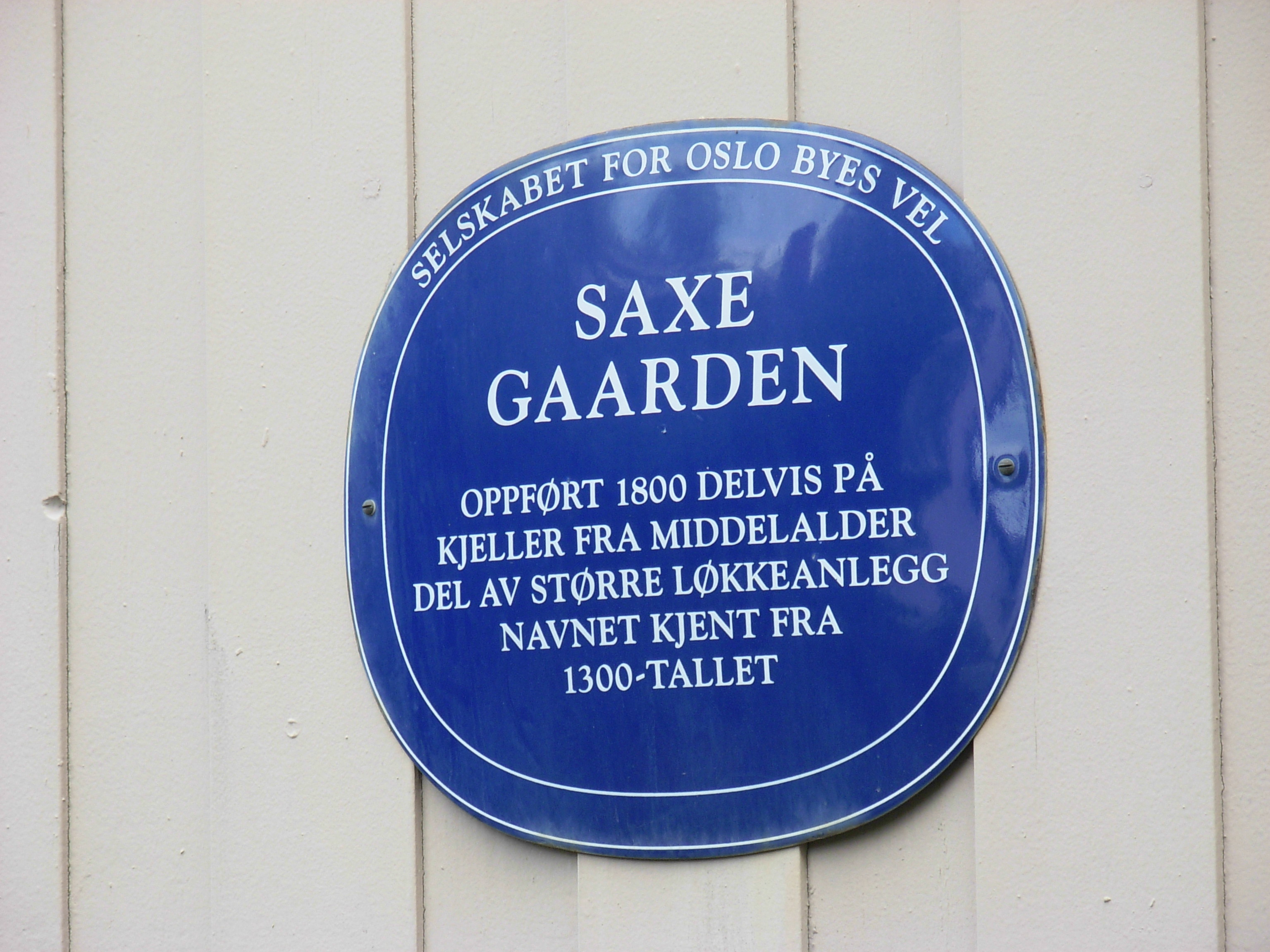
Kulturhistoris skylt uppsatt av Selskabet for Oslo Byes Vel

Saxegården är ett tidigare lantställe i Oslo i Norge från omkring 1800 med adress Saxegaardsgata 17 i Gamlebyen. 
Byggnaden ligger inom medeltidsstaden och var ursprungligen en medeltida gård, som var uppkallad  efter stormannaätten Saxe. Senare bodde besökande biskopar från Hamar i huset. Under halva huset ligger en halvkällare i sten från senmedeltiden. Denna finns omnämnd i källor från 1334–1414 och kan vara från 1200-talet. Saxegården är en av få medeltidsgårdar i Oslo vars lokalisering säkert kan bestämmas.
Det medeltida huset brann ned vid stadsbranden i Oslo 1624. Ett nytt hus byggdes strax efter det tidigare på de gamla murarna. Dagens hus, som är det tredje i ordningen, uppfördes år 1800 av rådmannen Ingstad. På 1890-talet genomfördes en invändig renovering. Huset är byggt i Louis seize-stil. Taket har en lätt valmning och är täckt med ursprungliga betongtakpannor. 
Saxegaarden stod och förföll i många år, och år 2000 ockuperades byggnaden. Efter att husockupanterna vräkts använde NRK huset som inspelningsplats för barn-tv-serien "Uhu!".
Saxegården är ett byggnadsminne och ägs av Oslo kommun.